# 1919 Clemence
1919 Clemence (1971 SA) là một tiểu hành tinh vành đai chính bên trong được phát hiện ngày 16 tháng 9 năm 1971 bởi Gibson, J. và Carlos Ulrrico Cesco ở El Leoncito. Nó được đặt theo tên nhà thiên văn học Hoa Kỳ Gerald Maurice Clemence.